# Hierophant
Als Hierophant (griechisch), „Enthüller der heiligen Geheimnisse“, wurde der Hohepriester im Tempel der Demeter in Eleusis bezeichnet. Seine Würde war in dem Geschlecht des Eumolpos, des sagenhaften Stifters der Eleusinischen Mysterien, erblich. Wie der Pontifex maximus in Rom war der Hierophant erster Priester in Attika, und nur nach gewissenhafter Verwaltung niederer Priesterstellen konnte man das Amt desselben erlangen, welches einen untadeligen und keuschen Lebenswandel voraussetzte und in Eleusis lebenslang war. Dem Hierophanten oblag es namentlich, den Eingeweihten die geheimnisvollen Heiligtümer zu zeigen und auszulegen (daher der Name); bei der Feier der Eleusinien sang er mit dem Daduchos im Namen des Volkes das Lob der Demeter und ihrer Tochter.
Der Religionsphilosoph Mircea Eliade bezieht sich bei der Definition der Hierophanie als Aufscheinen des Heiligen im Profanen auf den Hierophanten.

## Trivia
Im Tarot, also den klassischen Wahrsagekarten, ist der Hierophant die Karte No. V.